# Cielo rojo
 (срп. Крваво небо) мексичка је теленовела, продукцијске куће ТВ Астека, снимана 2011.

## Синопсис
Алма и Андрес, две душе које су се споjиле у једну, предуго су чекали једно на друго. Чини се да их је то уништило и исцрпело.
Све док се нису срели након двадесет година и схватили да је њихова љубав јача него икада. Две деценије раније, Алма је била удата за алкохоличара Виктора, који ју је тукао и злостављао и кога је хтела напустити због Андреса.
Међутим, таман што се спремила да оде и коначно ужива у дуго сањаној срећи са вољеним мушкарцем, Виктор је напада, она се брани и он гине несрећним случајем. Мотивисана дубоком мржњом, Алмина свекрва Лорето оптужује снају да јој је убила сина, због чега је девојка осуђена на двадесет година затвора. Не знајући шта се догодило, Андрес чека Алму на аеродрому и на крају се сам укрцава у авион, убеђен да се његова драга предомислила јер га није довољно волела. Неколико месеци касније, Алма у затвору рађа Андресову ћеркицу, коју јој Лорето отима, планирајући да се преко девојчице освети снаји.
Стотинама километара одатле, Андрес се жени окрутном Лукресијом, која успева да га убеди да чека његово дете, иако је то гнусна лаж. Двадесет година касније, Алма излази из затвора, одлучна да поврати кћерку. На свом путу среће упознаје Гонзала, старог богаташа који се заљубљује у њу и моли је да се венчају. Иако још воли Андреса, Алма прихвата Гонзалов предлог, јер је он једини мушкарац који је није издао.
Андрес је несрећан у браку пошто му успомена на Алму не дозвољава да воли Лукресију. Због тога се посветио само послу и младићу кога сматра својим сином. Ипак, судбина ће после двадесет година поново спојити двоје љубавника. Андресов син Себастијан и Алмина кћерка Данијела заљубљују се једно у друго, али убеђени су да међу њима не може да буде ништа јер су наводно брат и сестра.
Након поновног сусрета са Алмом, Андрес очекује да она остави све и оде са њим, али самоћа и разочарање не дозвољавају Алми да пружи још једну прилику њиховој љубави. Животи четири особе изгубљени су у лавиринту неповерења и неиспуњених обећања… Свако од њих тражи начин да заштити своје рањено срце, док црвено небо говори о огромном болу и приповеда сагу о правој љубави која не прихвата растанке ни „збогом за крај“.

## Улоге
| Глумац:               | Улога:                |
| --------------------- | --------------------- |
| Едит Гонзалез         | Алма Дуран            |
| Маурисио Ислас        | Андрес Рантерија      |
| Рехина Торне          | Лорето Енкинас        |
| Андреа Ноли           | Лукресија Робледо     |
| Аура Кристина Гејтнер | Марина Робледо        |
| Андрес Паласиос       | Натан Гарсес          |
| Алехандра Лазкано     | Данијела Рентерија    |
| Алберто Касанова      | Рикардо Молина        |
| Кармен Беато          | Наталија Ната Агуилар |
| Данијел Мартинез      | Маркос Авила          |
| Хектор Пара           | Хесус Галван          |
| Хорхе Луис Веласкез   | Алонсо Нахера         |
| Ернан Мендоза         | Бернандо Тарехо Роман |
| Фернандо Лозано       | Саламон Рамос         |
| Хорхе Галван          | Фабиан                |
| Ламбда Гарсија        | Себастијан Рентерија  |
| Андреа Ескалона       | Патрисија Пати Молина |
| Умберто Буа           | Гастон Молина         |
| Глорија Сталина       | Роса Росита Трехо     |
| Данијела Гамба        | Андреа Видал          |
| Марија Хосе Маган     | Вероника Конде        |
| Патрик Фернандез      | Сесар Авила           |